# Tribes of Europa
Tribes of Europa est une série télévisée de science-fiction allemande créée par Philip Koch et Florian Baxmeyer, diffusée dans le monde depuis le 19 février 2021 sur la plateforme Netflix,.

## Synopsis
En 2074 après une catastrophe et un blackout planétaire, l'Union européenne est dissoute et est divisée en de nombreux micro-États où des tribus individuelles se battent pour sa domination. Au cœur de l'intrigue, les deux frères Kiano et Elja et leur sœur Liv de la tribu des Origines.
Les principales tribus de la série sont les Origines, les Crows ("les Corbeaux" en anglais), les Crimson (les "Rouges cramoisis" en anglais) et les Atlantins. Les Origines mènent une vie liée à la nature, reculée et paisible. Selon eux, la technologie est responsable de la disparition de l'ancien monde au moment du Décembre noir. Une autre tribu, les Atlantins, ont surmonté le black-out mondial sans aucun problème. La tribu des Crows vit quant à elle dans un système dictatorial. Commandés par le Haut Commandant, les Lords, au nombre de sept, veulent prendre le contrôle de toutes les autres tribus. L'armée de l'Eurocorps a formé la République Crimson, qui agit à partir de bases militaires. Elle veut protéger les tribus et maintenir la civilisation humaine dans une paix durable sur le même modèle de l'actuelle Union Européenne.
Après qu'un pilote venu de l'Arche, la base des Atlantins, s'écrase non loin du Refuge, le village des Origines, une guerre s'engage autour d'un mystérieux cube. Les trois frères et sœur se retrouvent ainsi au milieu de ce conflit des quatre civilisations.

## Distribution
Sauf indication contraire, les informations mentionnées dans cette section peuvent être confirmées par la base de données cinématographiques IMDb,  présente dans la section « Liens externes ».

### Acteurs principaux
- Henriette Confurius (VF : Victoria Grosbois) : Liv
- Emilio Sakraya  (VF : Rémi Caillebot) : Kiano
- David Ali Rashed : Elja
- Melika Foroutan  (VF : Ariane Deviègue) : Varvara
- Oliver Masucci  (VF : Boris Rehlinger) : Moïse
- Robert Finster  (VF : Romain Altché) : David
- Benjamin Sadler : Jakob
- Ana Ularu : Grieta
- Jeanette Hain : Amena
- Michaël Erpelding : le pilote atlantien
- James Faulkner (VF : Philippe Vincent) : le général Cameron
- Johann Myers : Bracker
- Klaus Tange (en) : Mark
- Sebastian Blomberg (VF : Pierre-François Pistorio) : Yvar
- Jannik Schümann  (VF : Yoann Sover) : Dewiat
- Matteo van der Grijn : Merk
- Eugene Boateng : Sam

### Acteurs récurrents
- Leonard Kunz : Linus
- Richard Zeman : Gregor
- Yemi Akinyemi : Eddy
- Jordan Haj : Usan
- Alain Blazevic : Crimson
- Hoji Fortuna : Ouk

Version française : 
- Adaptation des dialogues : -

 Source et légende : version française (VF) sur RS Doublage

## Épisodes
Première saison (2021)
Elle a été mise en ligne le 19 février 2021.
1. Chapitre 1 (Chapter 1)
2. Chapitre 2 (Chapter 2)
3. Chapitre 3 (Chapter 3)
4. Chapitre 4 (Chapter 4)
5. Chapitre 5 (Chapter 5)
6. Chapitre 6 (Chapter 6)

## Accueil de la série
La série est diversement accueillie.
Ainsi, en Allemagne, le journaliste Peter Weissenburger du Die Tageszeitung « a vite déchanté devant les préjugés véhiculés par la série ».
En France, pour le magazine Marianne, la série « n'est que toc. Pis, elle rate sa cible : vanter la stabilité induite par l’Union européenne… en privilégiant la langue de Shakespeare ! ». Les Inrocks jugent que la série est  « desservie par une intrigue poussive et une mise en scène en pilotage automatique » et qu'elle « ne parvient pas à se hisser à la hauteur des angoisses qu’elle convoque ».